# Conspiration des poignards

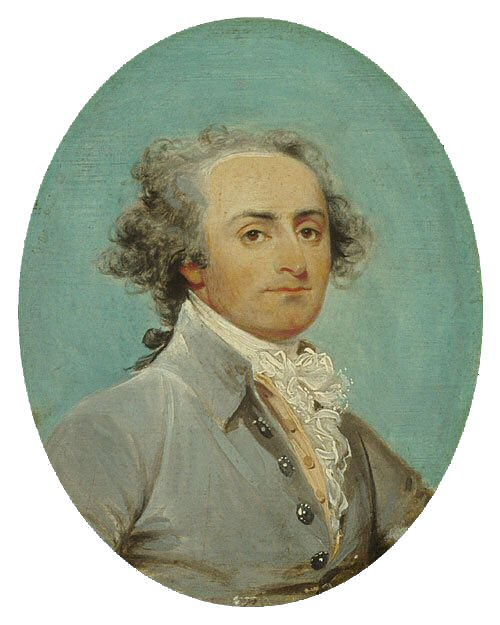
Giuseppe Ceracchi, eroe della repubblica romana del 1798, venne condannato a morte come uno dei principali congiurati contro Napoleone

La conspiration des poignards o complotto dell'Opéra fu un tentativo di assassinio perpetrato ai danni di Napoleone Bonaparte. Le autorità dell'epoca lo presentarono come un tentativo di assassinio che avrebbe dovuto colpire il primo console al'uscita dall'Opéra il 18 vendemmiaio dell'anno IX (10 ottobre 1800), ma che venne scoperto grazie alla polizia di Fouché. Tuttavia questa versione dei fatti è stata nel tempo rimessa in discussione.

## Storia
Nelle sue Mémoires, Fouché afferma che, verso la metà di settembre del 1800, si venne a sapere di un complotto che avrebbe coinvolto il primo console e l'Opéra di Parigi.
Un certo Harel, presentato come "uno dei complici", fece "su costrizione del commissario di guerra Lefebvre, delle rivelazioni a Bourrienne, segretario del primo console", designando i congiurati: "Cerrachi e Diana, rifugiati romani [in Francia]; Aréna, fratello del deputato corso che si era dichiarato contrario al primo console; il pittore Topino Lebrun, patriota fanatico, e Demerville, anziano membro del Comitato di salute pubblica, legato intimamente a Barrère".
Harel venne accusato di essere uno dei congiurati e di aver disposto di procurare agli altri quattro uomini armati, disposti ad assassinare il primo console la sera del 10 ottobre dopo la rappresentazione dell'opera teatrale "Gli Orazi".
Il giorno del "tentativo di attentato", "uomini della polizia segreta appostati, attendevano i congiurati" ed arrestarono "Diana, Cerrachi e i loro complici". In effetti, sia Diana che Cerrachi vennero arrestati sul posto, mentre gli altri vennero presi nelle loro abitazioni.
Per gli storici moderni, il fatto fu una manipolazione della polizia, reso possibile col concorso di Harel che, pur essendosi infiltrato nel gruppo dei presunti congiurati, era un noto agente provocatore.
Gli arrestati vennero condotti alla prigione del Tempio. Dopo l'attentato di rue Saint-Nicaise, i membri della conspiration des poignards vennero presentati come complottanti giacobini e vennero giudicati dal tribunale criminale.
In quattro vennero condannati a morte il 19 nevoso anno IX (9 gennaio 1801), "alle undici di sera, dopo tre giorni di dibattiti", e giustiziati il 30 gennaio successivo, dopo che gli venne rifiutata la grazia.

## I congiurati
I membri del complotto erano:
- l'aiutante Joseph Antoine Aréna, fratello di Barthélémy Aréna che era stato uno degli oppositori del Bonaparte al colpo di stato del 18 brumaio;
- Dominique Demerville, vecchio segretario di Barère;
- Giuseppe Ceracchi, scultore e rivoluzionario romano, uno dei fondatori della Repubblica romana nel 1798;
- François Topino-Lebrun, pittore, vecchio allievo di Jacques Louis David e membro del tribunale rivoluzionario;
- Joseph Diana, 28 anni, altro insorto romano, notaio, rilasciato ;
- Armand Daiteg, 67 anni, scultore, rilasciato ;
- Denis Lavigne, 66 anni, negoziante, rilasciato ;
- Madeleine Fumey, 38 anni, cuoca o amante di Demerville, rilasciata[6] · [7].